# Municipio de Freeport (Ohio)
El municipio de Freeport (en inglés: Freeport Township) es un municipio ubicado en el condado de Harrison en el estado estadounidense de Ohio. En el año 2010 tenía una población de 745 habitantes y una densidad poblacional de 11,94 personas por km².

## Geografía
El municipio de Freeport se encuentra ubicado en las coordenadas 40°11′57″N 81°16′48″O / 40.19917, -81.28000. Según la Oficina del Censo de los Estados Unidos, el municipio tiene una superficie total de 62.37 km², de la cual 62,36 km² corresponden a tierra firme y (0,01 %) 0,01 km² es agua.

## Demografía
Según el censo de 2010, había 745 personas residiendo en el municipio de Freeport. La densidad de población era de 11,94 hab./km². De los 745 habitantes, el municipio de Freeport estaba compuesto por el 97,58 % blancos, el 0,4 % eran amerindios y el 2,01 % eran de una mezcla de razas. Del total de la población el 0,54 % eran hispanos o latinos de cualquier raza.